# ATP German Open 1995
Il German Open 1995 è stato un torneo di tennis giocato sulla terra rossa. È stata la 89ª edizione del Torneo di Amburgo, che fa parte della categoria ATP Super 9 nell'ambito dell'ATP Tour 1995. Si è giocato al Rothenbaum Tennis Center di Amburgo in Germania, dall'8 al 15 maggio 1995.

## Campioni

### Singolare
Andrij Medvedjev ha battuto in finale  Goran Ivanišević, 6–3, 6–2, 6–1.

### Doppio
Wayne Ferreira /  Evgenij Kafel'nikov hanno battuto in finale  Byron Black /  Andrej Ol'chovskij, 6–1, 7–6.